# Лазури (Бихор)
Лазури (рум. Lazuri) насеље је у Румунији у округу Бихор у општини Рошија. Oпштина се налази на надморској висини од 245 m.

## Становништво
Према подацима из 2002. године у насељу је живело 447 становника, од којих су сви румунске националности.